# المجذاف الرباعي

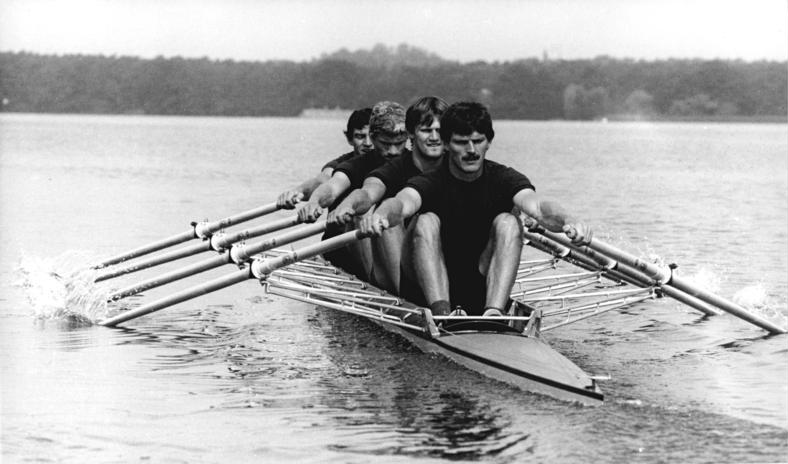
المجذاف الرباعي ألمانيا 1982: مارتن وينتر (في الأمام) وأوي هيبنر (الثاني) وأوي موند (الثالث) وكارل هاينز بوسيرت (الأخير)

رمز المجذاف الرباعي

المجذاف الرباعي ، هو قارب تجديف يستخدم في رياضة التجديف التنافسي. وهو مصمم لأربعة أشخاص يدفعون القارب بالتجديف بمجدافين لكل رياضي واحد في كل يد
. المجاذيف الرباعية هي إحدى الفئات المعترف بها من قبل الاتحاد الدولي للتجديف والألعاب الأولمبية. تحدد قواعد (FISA) الحد الأدنى من الأوزان لكل فئة من فئات القوارب بحيث لا يستفيد أي فرد من استخدام مواد أو تقنيات باهظة الثمن.
عندما يكون هناك أربعة مجدفين في القارب، لكل منها مجذاف واحد فقط وتجديف على الجانبين المتقابلين، يشار إلى الفئة باسم «رباعي مع ربان» أو «رباعي بلا ربان» اعتمادًا على ما إذا كان القارب به ربان أو لا. في هذه الفئة قوة التجديف تتأرجح بالتناوب على طول القارب. بينما القوى المتناضرة في المجذاف الرباعي تجعل القارب أكثر كفاءة وبالتالي فإن المجذاف الرباعي أسرع من القارب الرباعي.
تختلف «الرباعية» عن «الأربعة» في أن «الرباعية»، أو الرباعية، تتكون من أربعة مجدفين لكل منها نصلان، مجذاف. يتكون الرقم «أربعة» من أربعة مجاذيف لكل منهم مجذاف في يده.